# Lucia Mangano
Lucia Mangano (8 avril 1896 - 10 novembre 1946) est une religieuse catholique italienne, de l'Ordre des ursulines, connue pour ses dons mystiques. Elle a été déclarée vénérable par l'Église catholique.

## Biographie
Lucia Mangano est issue d'une famille de modestes paysans. Ne pouvant aller à l'école, elle doit aider ses parents dans les travaux des champs. Très pieuse, elle aime le récit de la Passion du Christ que lui conte sa mère. À 17 ans, elle travaille au service de familles aisées de la région, parmi lesquelles elle est très appréciée par son obéissance et sa joie de vivre. Cependant, elle doit retourner chez elle pour soigner sa santé. Au cours d'une maladie, elle comprend qu'elle doit entrer dans la vie religieuse. En 1923, elle rejoint l'Ordre de Sainte-Ursule. Deux ans plus tard, elle devient maîtresse des novices puis supérieure de sa communauté, charge qu'elle occupera jusqu'à sa mort.
Bien que n'ayant pas reçu une grande instruction, les écrits dans lesquels elle livre ses expériences spirituelles sont d'une richesses qui ont étonné les théologiens qui les étudièrent ensuite. En 1928, elle fait la rencontre du vénérable Généreux du Saint Crucifix, prêtre passioniste, qui devient son directeur spirituel. Cette même année, Lucia Mangano reçoit les stigmates et aurait revécu dès lors, jusqu'à sa mort, la Passion du Christ dans son propre corps. En 1932, le Père Généreux l'autorise à faire le vœu de faire connaître et aimer le Christ crucifié et Notre-Dame des Douleurs. Malgré sa vie mystique, Lucia Mangano n'en oublie pas ses devoirs de chaque jour, et par la manière dont elle conduit sa vie religieuse, elle semble avoir été un exemple pour elles. Elle meurt le 10 novembre 1946, entourée de la réputation d'avoir été une sainte.

## Béatification
Le 2 juillet 1994, le pape Jean-Paul II a reconnu que Lucia Mangano avait vécu les vertus chrétiennes à un degré héroïque, lui attribuant ainsi le titre de vénérable.